# Монавілл (Західна Вірджинія)
Монавілл (англ. Monaville) — переписна місцевість (CDP) в США, в окрузі Лоґан штату Західна Вірджинія. Населення — 302 особи (2020).

## Географія
Монавілл розташований за координатами 37°48′53″ пн. ш. 81°59′21″ зх. д. / 37.81472° пн. ш. 81.98917° зх. д. (37.814588, -81.989277).  За даними Бюро перепису населення США в 2010 році переписна місцевість мала площу 1,20 км², з яких 1,18 км² — суходіл та 0,02 км² — водойми.

## Демографія
Згідно з переписом 2010 року, у переписній місцевості мешкало 309 осіб у 122 домогосподарствах у складі 88 родин. Густота населення становила 257 осіб/км².  Було 138 помешкань (115/км²).
Расовий склад населення:
| - 100,0 % — білих |

До двох чи більше рас належало 0,0 %. Частка іспаномовних становила 0,3 % від усіх жителів.
За віковим діапазоном населення розподілялося таким чином: 18,8 % — особи молодші 18 років, 67,9 % — особи у віці 18—64 років, 13,3 % — особи у віці 65 років та старші. Медіана віку мешканця становила 41,8 року. На 100 осіб жіночої статі у переписній місцевості припадало 88,4 чоловіків;  на 100 жінок у віці від 18 років та старших — 87,3 чоловіків також старших 18 років.
За межею бідності перебувало 27,7 % осіб, у тому числі 0,0 % дітей у віці до 18 років та 0,0 % осіб у віці 65 років та старших.
Цивільне працевлаштоване населення становило 22 особи. Основні галузі зайнятості: сільське господарство, лісництво, риболовля — 100,0 %.